# Mariam Bah
Pour les articles homonymes, voir Bah (patronyme).
Mariam Bah, née le 6 juillet 1976, est une taekwondoiste ivoirienne. Elle a été plusieurs fois médaillée aux Championnats d'Afrique de Taekwondo et a participé aux Jeux olympiques. Elle a d'abord participé aux JO 2004 à Athènes, où elle a eu l'honneur de porter le drapeau national lors de la Cérémonie d'ouverture. Bah a été éliminée au premier tour après avoir été vaincu par la Coréenne Jang Ji-Won, avec un score de 2 à 9. Son adversaire ayant atteint la finale et remporté la médaille d'or, Bah a été qualifiée pour le combat de repêchage où elle a perdu face l'espagnole Sonia Reyes lors du premier round.
À sa deuxième participation aux jeux olympiques de Pékin de 2008, Bah a combattu dans la catégorie des moins de 57 kg. Au premier tour, elle a affronté la Néo-Zélandaise Robin Cheong, qui faisait ses débuts aux jeux Olympiques. Aucune d'entre elles n'a marqué de point, jusqu'à ce que Bah donne un coup de pied défensif à son adversaire. En fin de compte, Bah a été officiellement éliminée lors du tour préliminaire de la compétition.
Aux Championnats d'Afrique de taekwondo, elle remporte dans la catégorie des moins de 63 kg la médaille d'or en 2003 et la médaille de bronze en 2001, ainsi que la médaille d'argent en moins de 59 kg en 2005.